# سيدريك سورهايندو
سيدريك سورهايندو (بالفرنسية: Cédric Sorhaindo) ولد 7 يونيو 1984 هو لاعب كرة يد فرنسي يلعب لصالح منتخب فرنسا.

## الأنجازات
- فاز بالميدالة الذهبية مع المنتخب الفرنسي في الألعاب الأولمبية الصيفية 2012.
- فاز مع منتخب بلاده ببطولة العالم 2009 [3] و2015.
- فاز مع منتخب بلاده ببطولة أوروبا 2010 و2014

## روابط خارجية
- سيدريك سورهايندو على موقع الاتحاد الأوروبي لكرة اليد (الإنجليزية)
- سيدريك سورهايندو على موقع أوليمبيديا (الإنجليزية)
- سيدريك سورهايندو على موقع اللجنة الأولمبية الفرنسية (مؤرشف) (الفرنسية)